# Niespulver
Niespulver (veraltet auch „Nießpulver“) ist heute vor allem ein Scherzartikel, der die Nasenschleimhaut so reizt, dass man unwillkürlich niesen muss. Als Stoff wird zum Beispiel gemahlener Pfeffer verwendet. Vertrieben wird Niespulver in Tütchen oder Weichplastikfläschchen. Als Niesmittel (Sternutatorium, Ptarmikum) fand Niespulver bis in die Frühneuzeit häufig medizinische Verwendung.

## Geschichte
Die pulverisierte Wurzel der Schwarzen Nieswurz wurde früher in der Heilkunde als Niespulver (lateinisch Pulvis sternutatorius genannt) verwendet, ist dafür aber aufgrund der Giftigkeit nach EU-Recht nicht mehr zugelassen. Auch das Gewöhnliche Seifenkraut, die Sumpf-Schafgarbe, das Maiglöckchen, Weißer Germer (als Caputpurgium insbesondere zur Behandlung von Kopfschmerzen) und Schwarzer Germer (herzwirksame Glykoside enthaltend und früher als Schwarze Galle purgierendes Melancholieheilmittel geltend), die Haselwurz, die Brunnenkresse, der Schwarzkümmel, Arnika, Ingwer, Basilikum sowie Dost wurden in der Vergangenheit zur Niespulverherstellung genutzt.

## Trivia
Im Märchen Der Zwerg Nase von Wilhelm Hauff verhilft Niespulver dem Titelhelden wieder zu seinem ursprünglichen Aussehen.

## Weiterführende Literatur
- Henri Leclerc: Les sternutatories à travers les siècles. In: Janus. Band 21, 1916, S. 254–262.